# Relación (Bartolomé Hidalgo)
Die Relación (der vollständige Titel lautet: Relación que hace el gaucho Ramón Contreras a Jacinto Chano de todo lo que vio en las fiestas Mayas de Buenos Aires en 1822 oder Deutsch in etwa: Schilderung, die der Gaucho Ramón Contreras Jacinto Chano von alledem macht, was er 1822 auf den Mai-Festen in Buenos Aires gesehen hat) ist der letzte der drei von Bartolomé Hidalgo abgefassten Diálogos (dt.: Gespräche). Die Relación wurde zwischen Mai und November 1822 veröffentlicht und besteht aus 310 Versen.

## Inhalt

### Vers 1–4
Ramón Contreras hat auf seinem Pferd die Ortschaft, in der sein Freund Jacinto Chano lebt, erreicht, als das Vieh gebrandmarkt wurde. Nach der Brandmarkung wird er von seinem Freund begrüßt.

### Vers 5–12
Contreras hatte seinem Freund angeboten, ihn zu besuchen, und sein Versprechen erfüllt. Die Reise sei lang gewesen und sein Pferd nun erschöpft. Er fragt Chano, ob er auch auf den Mai-Festen in Buenos Aires gewesen sei.

### Vers 13–54
Chano erzählt, warum er nicht an den Mai-Festen teilgenommen hat. Der Tierbändiger Sayavedra habe sich am 24. Mai bei ihm eingefunden, um ihm Pferde abzukaufen. Sayavedra sei mit dem von ihm genannten Preis einverstanden gewesen, der Vertrag durch einen Handschlag und einige Schluck Zuckerrohrschnaps und Mate geschlossen worden. Durch den Zuckerrohrschnaps angeheitert, habe sich Sayavedra jedoch wieder vom Vertrag zurückgezogen. In seiner Wut habe Chano daraufhin einen Stock geholt und Sayavedra angegriffen. Sayavedra habe sich mit einem Dolch gewehrt. Es sei zum Kampf gekommen, bei dem Chano am Bein verletzt worden sei. Schließlich seien beide von Dritten getrennt worden. In seiner Wut – weniger über die Verletzung denn darüber, dass er aufgrund dessen nicht zu den Mai-Festen habe gehen können – schwört er Sayavedra Rache. Contreras solle nun, falls er bei den Mai-Festen zugegen gewesen sei, davon erzählen.

### Vers 55–98
Contreras beginnt seine lange Rede mit der vorgeschobenen Bemerkung, dass er in den vergangenen Jahren keine derart beeindruckende Veranstaltung besucht habe wie die diesjährigen Mai-Feste in Buenos Aires. Diese hätten bereits am Abend des 24. Mai begonnen. Er schwärmt vom pompösen Schmuck, mit dem die Stadt verziert worden sei. Gedichte zu Ehren des amerikanischen Befreiungskampfes seien öffentlich ausgestellt worden. Jemand habe ihm, der offenbar des Lesens nicht mächtig ist, die plakatierten Gedichte vorgelesen. Des Weiteren ist von Tanz, Musik und Spiel die Rede. Ein kleiner junge habe in einem Vortrag den 25. Mai geehrt. Schließlich seien alle ins Theater gegangen. Er sei aber müde gewesen und habe im Haus eines Freundes übernachtet.

### Vers 98–249
Am darauffolgenden Tag (am 25. Mai) habe er einer Parade von Schülern und später von Soldaten beigewohnt. Wie viele andere sei er ob dieses Anblicks gerührt gewesen. Als die Regierungsmitglieder und -angestellte um elf Uhr mit ihrer Eskorte die Zitadelle in Richtung Kirche verlassen hätten, hätten die Soldaten der Parade auf beiden Seiten der Straße Spalier gestanden. Am Abend habe er nach dem Abendessen einem sortija-Spiel (dt.: ~Ringstechen) beigewohnt und anschließend auf dem Hauptplatz einem palo jabonado-Spiel (dt.: ~Eingeseifter-Pfahl-Spiel). Bei diesem Spiel, so stellt er zu seinem Erstaunen fest, habe sich ein Engländer mehrfach als Sieger erwiesen und den Geldbeutel am oberen Ende des rutschigen, baumhohen Pfahls erbeuten können. Später hätten auch andere das Spiel gewonnen. Ein weiteres Spiel, bei dem er zugegen gewesen sei, sei das rompe-cabezas (dt.: ~Kopfzerbrecher) gewesen. Auch er habe daran teilgenommen, habe jedoch kläglich versagt. Am Abend habe es Tänze, Feuerwerke und weiterhin Spiele gegeben. Auch am zweiten Tag der Feierlichkeiten seien alle -diesmal auch er- gegen Ende des Tages ins Theater gegangen. Von der Menschenmenge sei er in die obersten Ränge gedrängt worden. Eine Stichtflamme, bei der es sich offensichtlich einem ihm unbekannten Theatertrick handelt, habe er vor Schrecken das Theater verlassen und den Rest des Abends damit verbracht, durch die Militärquartiere der Stadt zu flanieren.

### Vers 250–300
Am 26. und am 27. Mai habe man die Feiern fortgesetzt. Wie an den vorigen Tagen habe es Spiele, eine Parade von Kindern gegeben, die Nationalflaggen und das Abbild der Heiligen Jungfrau getragen hätten, dann einen Vortrag von einem der Kinder, der Contreras gerührt habe. Es habe Seiltänzer gegeben, ein englischer Clown habe das Publikum belustigt, man habe weiterhin sortija gespielt und es habe eine Stierschau gegeben. Schließlich habe er sich in einer Kneipe mit seinen Freunden getroffen. Man habe getrunken, getanzt, mit Karten um Geld gespielt. Erschöpft vom Tag, habe er sich nach dem Kartenspiel, bei dem er all sein Geld verloren habe, in eine Pritsche gelegt, die sich in der Kneipe befand. Damit endet die Schilderung Contreras.

### Vers 301–305
Chano bedauert erneut, dass er nicht am Mai-Fest habe teilnehmen können. Wenn er im darauffolgenden Jahr noch lebe, werde er Contreras dann auf der Reise zu den Mai-Festen in Buenos Aires begleiten.

### Vers 306–310
Contreras hält sich einen ganzen Tag bei seinem Freund auf. Am Tag darauf sattelt er sein Pferd und kehrt heim, nachdem er sich von Chano verabschiedet hat.

## Weitere Informationen
- Bei den Mai-Festen in Buenos Aires wird seit 1815 die Mai-Revolution vom 25. Mai 1810 gefeiert.
- Das sortija-Spiel wird auf einem freien Platz gespielt, auf dem sich ein Tor aus Holz befindet, auf dessen Querbalken sich wiederum ein Holzring mit relativ kleinem Durchmesser befindet. Ziel des Spiels ist es, im Galopp durch das Tor durchzureiten und dabei einen 10–15 cm langen Stock in den Ring zu stecken bzw. den Ring gleichsam damit aufzuspießen.
- Ziel des rompe-cabezas-Spiels ist es, (mit Hilfe eines Seils) einen Pfahl zu überqueren, der auf beweglichen Zapfen angebracht ist und an dessen Ende sich der Gewinn befindet.

### Textausgaben
Bartolomé Hidalgo: "Relación que hace el gaucho Ramón Contreras a Jacinto Chano de todo lo que vio en las fiestas Mayas de Buenos Aires en 1822", in: Poesía gauchesca. Biblioteca Ayacucho, Caracas 1977